# Stefano Ronchetti-Monteviti
Stefano Ronchetti-Monteviti (Asti, 1814 – Casale Monferrato, 1882) è stato un compositore e patriota italiano.
Per un breve periodo diresse il conservatorio di Milano e partecipò come volontario alla terza guerra d'indipendenza

## Biografia
Stimato insegnante di teoria musicale, il conservatorio di Milano nel 1850 gli affidò la cattedra di contrappunto.
 
Era un fervente risorgimentalista e, allo scoppio della terza guerra d'indipendenza, nel giugno 1866, partì con il corpo volontari lombardi che si recavano al fronte.
Nel 1868, assieme a Lauro Rossi e Alberto Mazzucato fece parte di una commissione, presieduta da Giulio Ricordi, incaricata di scegliere i compositori e distribuire le parti di una Messa per Rossini che, su proposta di Giuseppe Verdi, avrebbe dovuto essere eseguita il 13 novembre 1869 al fine di commemorare l’anniversario della morte del grande compositore pesarese.
Nel 1878 fu nominato direttore del conservatorio di Milano ma, nel novembre 1881, il peggiorare delle sue condizioni di salute lo costrinse ad abbandonare l'incarico e dare le dimissioni. Si ritirò nella sua casa di Casale Monferrato dove pochi mesi dopo morì.
Tra i suoi allievi ebbe compositori come Giacomo Puccini e direttori d’orchestra come Franco Faccio e Vittorio Maria Vanzo.

### Composizioni
Compose un'opera intitolata “Pergolese” su libretto di Temistocle Solera che il 16 marzo 1857 venne rappresentata al Teatro alla Scala purtroppo senza riscuotere l'esito sperato.
Riguardo ad altre sue composizioni, in particolare ai canti lirici: “Lamento di Minvana”, “Lamento di Malvina” e “Canto dell'ombra di Toscarre”, basati su canti del leggendario bardo Ossian, Giovanni Masutto espresse un giudizio decisamente positivo.

### Annotazioni
1. ↑  Raffaello Barbiera scrisse: "... silenziosamente all'alba partì col figlio...lasciando a Milano la propria compagna ch'egli adorava ...".
2. ↑  Era un rifacimento di “Genio e sventura”, dello Stesso Solera, già destinato al compositore spagnolo Emilio Arrieta.
3. ↑  Il musicologo Giovanni Masutto annotò: "...Volle tentare il teatro melodrammatico sognando le gioie d'un vero successo; ma le speranze fallirono, dacché la sua opera “Pergolese” non pose sul capo del giovine maestro l'ambito alloro...".
4. ↑  Scrisse: “...Vi ha tanta passione, vi ha tanta finezza d'armonia in questa musica squisita, da far arrossire le mille cose che pure a' giorni nostri ottengono favore e menano vanto...”

### Fonti
1. 1 2   Stefano Ronchetti Monteviti, su Archivio digitale Ricordi. URL consultato il 15 febbraio 2023.
2. ↑   Susanna Toffaloni, Messa Rossini, su operaclick.com. URL consultato il 15 febbraio 2023.
3. ↑   Vittorio Maria Vanzo, su Enciclopedia Treccani. URL consultato il 10 febbraio 2023.
4. ↑   Michele Curnis, alla voce Solera Temistocle, su Dizionario biografico degli italiani, vol. 93, Treccani, 1º gennaio 2018.